# Heliktiti
Heliktit /od grčkog heliks, što znači uvijen/, formacije koje nastaju u vapnenačkim spiljama vijugavih ili pravokutnih oblika koje nastaju najvjerojatnije djelovanjem kapilarnih sila na sitnim kapljicama, koje bi bmogle biti dovoljno jake da djeluju suprotno od gravitacije. To su sile kristalizacije koje prkose gravitaciji. Počinju rasti kao sitni stalaktiti koji se formiraju od kalcita i aragonita. Rastu u svim smjerovima po stropovima i zidovima spilja, kao i po drugim sigama. Njihov središnji kapilarni kanal, koji je svima zajednički, promjera je 0,008 do 0,5 mm i kroz njega protjeće materijal iz kojega se izgrađuju. Za razliku od njih stalaktiti nastaju kapanjem.
Heliktiti se javljaju u više oblika opisanih kao šake, leptiri, crvoliki, kvrgasti ili granasti i slično. Krhki su i veoma rijetki na mjestima dostupnim posjetiocima. Debljina im bude od nekoliko milimetara pa do nekoliko centimetara, a najduži primjerci imaju do 4 metra. Najpoznatije formacije heliktita nalaze se u spilji Timpanogos Cave u američkoj državi Utah.
- Formacije u Timpanogos Cave, Utah
- Cueva Vallina, Asturija, Španjolska
- Heliktiti od aragonita, Gruta da Torrinha, Chapada Diamantina, Bahia, Brazil.
- heliktiti u Asturiji, Španjolska